# تورنفورية فضية
تورنفورية فضية (الاسم العلمي:Tournefortia argentea) هي نوع من النباتات يتبع جنس التورنفورية من الفصيلة الحمحمية.